# 苗栗義民廟
24°34′20.8″N 120°49′24.4″E / 24.572444°N 120.823444°E

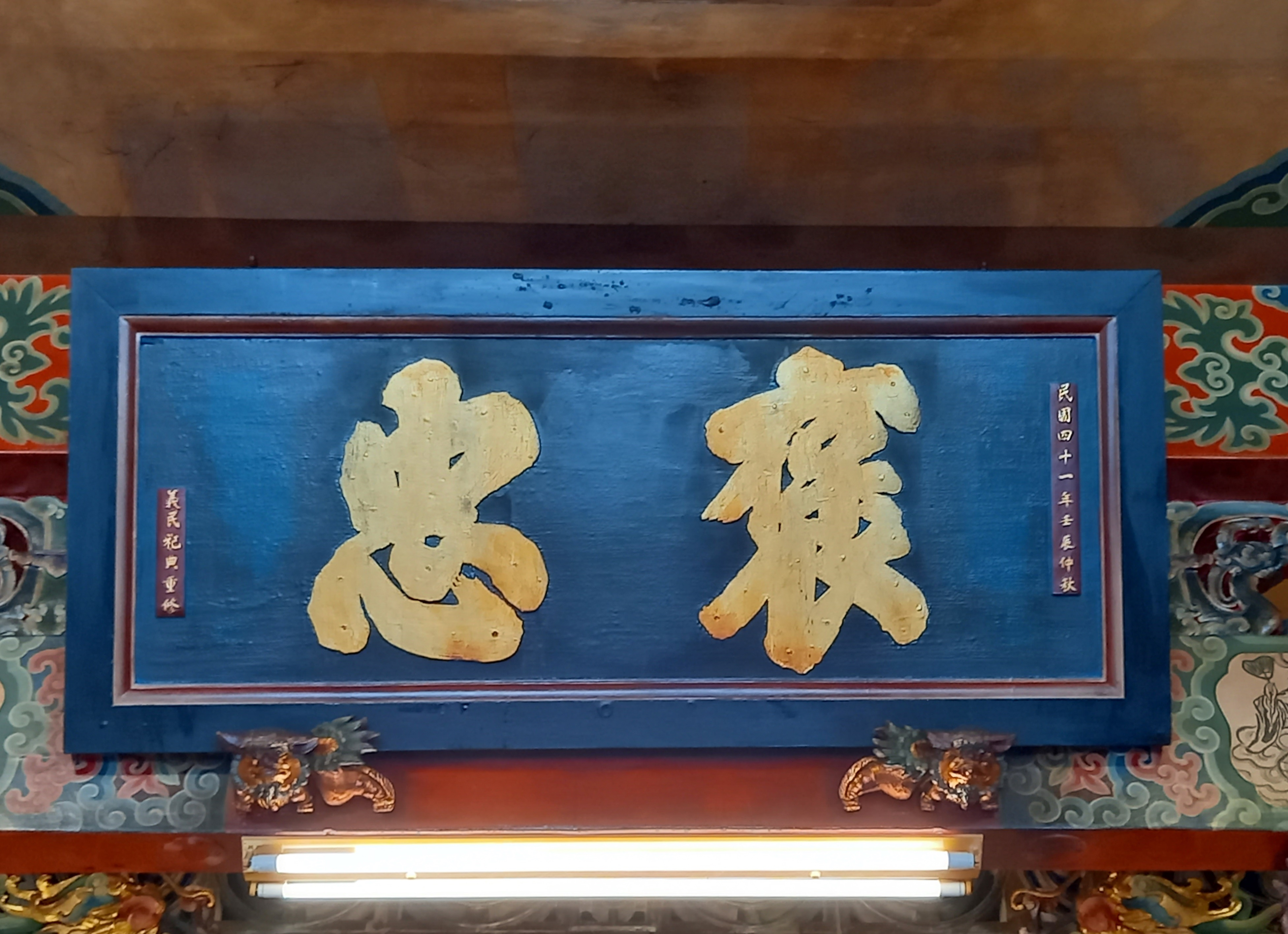
苗栗市社寮岡義民廟的褒忠匾，為乾隆皇帝賜封「褒忠」之複刻牌匾

苗栗義民廟（客語白話字：Meuˇ lid ngi-mìn-meu），又名社寮岡義民廟（客語白話字：Sa-liàu-kông ngi-mìn-meu），是位於臺灣苗栗縣苗栗市北苗里的義民廟，乃因林爽文事件而建。

## 歷史沿革
清朝乾隆晚期的台灣林爽文事件中，苗栗地區義軍由今日苗栗縣銅鑼鄉七十分的鍾瑞生領導，召集當時。 苗栗山線一帶十八庄客家義民，轉戰於苗栗、臺中等地。清高宗乾隆帝曾為此頒布「褒忠」匾額給全臺灣客家庄。
事件平定後，在乾隆六十年（1795年），苗栗仕紳謝鳳藩在今日苗栗市社寮崗地區（今稱苗栗市“北苗地區”）迎接褒忠義民匾，將私有的中庄（即今義民街）2分餘大的土地，捐贈作為建廟基地，並募款興建義民祠一座（即今苗栗義民廟），以安奉義民之神位，供人參拜，以紀念陣亡之淡水廳同知程峻 、淡水廳幕僚壽同春、苗栗義軍首領鍾瑞生、與苗栗義民軍烈士等。
本廟約與新竹新埔褒忠亭義民廟同時代興建。但苗栗義民廟有附祀程峻 與壽同春，是與新埔褒忠亭義民廟的不同之處。

## 祀神
苗栗義民廟主祀義民爺，陪祀淡水分憲忠烈程公 、淡防幕府忠義壽公、福德正神、高顯爺和土地龍神。

## 義塚
相傳義民軍打道回鄉時，沿途看到臂上綁黑布的犧牲者，於是即雇用牛車運送戰死的義民骨骸，由南往北準備送到淡水廳吧哩嘓（今新竹縣新埔鎮）合葬，但其中載運六缸骨骸的牛車到了苗栗社寮岡（今苗栗市義民廟現址）就不肯再走，經擲筊請示亡者，移靈合塚葬於苗栗市義民廟後方的「義民塚」。
其餘剩下的義民軍骨骸安葬在現今新竹新埔枋寮義民廟，所以苗栗市與新竹新埔鎮兩地的義民廟是「兄弟廟」，也是全台義民廟的祖廟，其它各地的義民廟都是刈火分香奉祀。在民國九十九年十二苗栗義民廟義塚公告為縣定古蹟。

## 外部連結
- 苗栗義民廟Facebook官方粉絲專頁